# شفلرية براسية
شفلرية براسية (الاسم العلمي:Schefflera brassii) هي نوع من النباتات تتبع جنس الشفلرية من الفصيلة الأرالية.